# 마르더 1
135번 특수목적차량 마르더 1(독일어: Marder I, Sd.Kfz.)은 75mm 대전차포를 장비한 제2차 세계대전 당시 독일의 대전차 자주포였다. 대부분의 마르더 I은 1940년 프랑스 점령 후 노획한 300여대의 프랑스제의 견인식 대포 / 병력 수송 장갑차 로렌 37L를 토대로 제작되었다.

## 역사

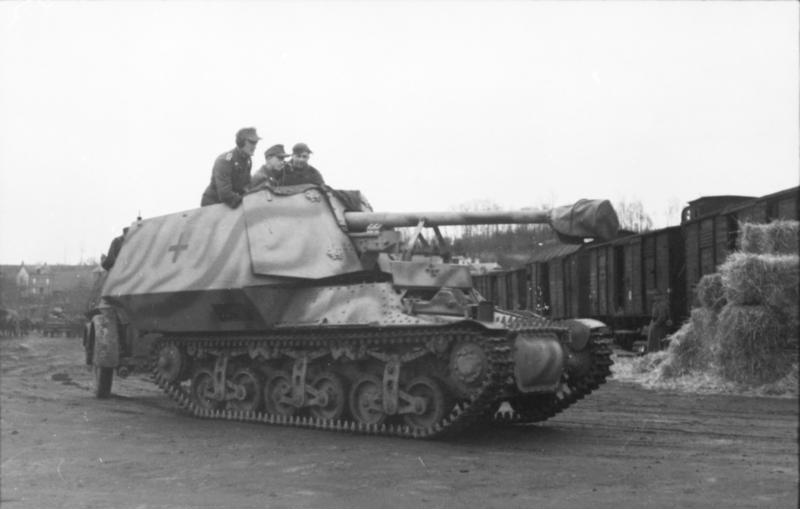
1943년 마르더 I

독일 국방군은 바르바로사 작전 초반부터 기존 견인식 대전차포나 1호 대전차자주포보다 기동성과 화력 면에서 뛰어난 대전차무기의 필요성을 인식하고 있었다. 특히 1941년 새로운 소련 전차인 T-34나 클리멘트 보로시리로프와 전선에서 마주치는 일이 잦아진 이후로는 그 필요성은 더욱 절실해졌다.
잠정적인 조치로 구형 2호 전차나 노획된 로렌과 같은 차량의 차대를 이용하는 안이 채택되었고, 이 결과 나타난 것이 마르더 시리즈였다. 무장은 75mm Pak 40 대전차포와 많은 숫자가 포획된 소련제 76.2mm F-22 모델 1936 사단야전포(76.2mm F-22 Model 1936 divisional field gun)을 사용하였다.

## 발전

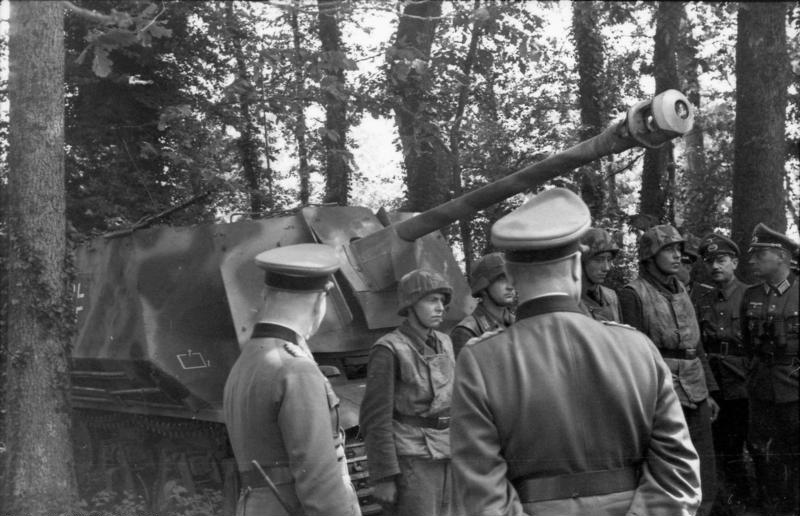
1944년 호치키스를 개조한 마르더 I.

마르더 1은 로렌 차대에 독일제 75mm Pak 40 대전차포를 올린 형태로 1942년 5월 처음 개발되었다. 로렌의 상부 구조물을 제거하고 차대 위에 대전차포를 바로 설치한 형태였다. 대전차포 주위로는 전투원 보호를 위한 상부 개방형 칸막이가 둘러쳐졌지만 그 방어력은 소총탄을 겨우 막는 수준에 불과하였다.
1942년 7월과 8월 사이에 로렌 차대의 마르더 1들이 생산되어 전장으로 배치되었다. 그 외에 프랑스제 호치키스 H39(Hotchkiss H39) 전차나 FCM 36 전차의 차대를 이용한 것들도 생산되었지만 아주 소수에 불과하였다.

## 전투 역사
처음 생산된 로렌을 토대로 한 마르더 1들은 1942년 동부 전선에 배치되었고, 대전차 유닛들과 보병사단 등에서 사용되었다.
다음은 마르더 1을 사용한 것으로 알려진 보병사단들의 목록이다.
| 사단             | 대대                    | 사용기간              |
| ---------------- | ----------------------- | --------------------- |
| 31 보병사단      | Pz. Jg.Abt.31           | 42년 8월 - 43년 12월  |
| 35 보병사단      | 2.Kp./Pz. Jg.Abt.35     | 42년 9월 - 43년 12월  |
| 36 보병사단(mot) | 4.Kp./Pz. Jg.Abt.38     | 42년 10월 - 43년 6월  |
| 72 보병사단      | 3.Kp./Pz. Jg.Abt.72     | 42년 10월 - 43년 12월 |
| 206 보병사단     | 1./Pz. Jg.Schn. Abt.206 | 43년 1월 - 43년 12월  |
| 256 보병사단     | 5./Pz. Schnelle-Abt.256 | 42년 11월 - 44년 4월  |